# Discographie de Jimi Hendrix
La discographie originale de Jimi Hendrix, un guitariste et chanteur-compositeur Américain de rock, avec son groupe The Jimi Hendrix Experience puis Band of Gypsys comprend trois albums studio, deux albums live, deux compilations et douze singles.
À la mort de Jimi Hendrix le 18 septembre 1970, les albums posthumes se succèdent, dont l'album First Rays of the New Rising Sun et les lives BBC Sessions, Live at Woodstock, Live at Monterey et Winterland qu'on retient principalement. Le dernier en date, Both Sides of the Sky, est sorti en mars 2018.

## Albums
Jimi Hendrix a publié trois albums studios en 1967 et 1968, un album live en 1970 (Band of Gypsys) et une compilation (Smash Hits). Avant sa mort, une partie de sa performance à Monterey en 1967 est publié partiellement sur un album partagé avec celle d'Otis Redding (Historic Performances Recorded at the Monterey International Pop Festival).
| Année | Type d'album | Album                                                                     | Meilleure position dans les charts | Meilleure position dans les charts | Meilleure position dans les charts |
| Année | Type d'album | Album                                                                     | [ 1 ]                              | [ 2 ]                              | [ 3 ]                              |
| ----- | ------------ | ------------------------------------------------------------------------- | ---------------------------------- | ---------------------------------- | ---------------------------------- |
| 1967  | Studio       | Are You Experienced                                                       | 35                                 | 2                                  | 5                                  |
| 1967  | Studio       | Axis: Bold as Love                                                        | 1                                  | 5                                  | 3                                  |
| 1968  | Compilation  | Smash Hits                                                                | -                                  | 4                                  | 6                                  |
| 1968  | Studio       | Electric Ladyland                                                         | 2                                  | 6                                  | 1                                  |
| 1970  | Live         | Band of Gypsys                                                            | 11                                 | 6                                  | 5                                  |
| 1970  | Live (Split) | Historic Performances Recorded at the Monterey International Pop Festival | -                                  | -                                  | 16                                 |

## Singles
| Année | Chanson                                                                     | Positions dans les charts | Positions dans les charts | Positions dans les charts | Positions dans les charts | Positions dans les charts | Positions dans les charts | Album                                                    |
| Année | Chanson                                                                     | US                        | AUT                       | NOR                       | UK                        | FRA,                      | BEL Wall.                 | Album                                                    |
| ----- | --------------------------------------------------------------------------- | ------------------------- | ------------------------- | ------------------------- | ------------------------- | ------------------------- | ------------------------- | -------------------------------------------------------- |
| 1966  | Hey Joe / Stone Free                                                        | —                         | —                         | 10                        | 6                         | 46                        | 2                         | Are You Experienced                                      |
| 1967  | Purple Haze / 51st Anniversary                                              | 65                        | 7                         | 17                        | 3                         | 50                        | 45                        | Are You Experienced                                      |
| 1967  | The Wind Cries Mary / Highway Chile                                         | —                         | 18                        | —                         | 6                         | 15                        | 35                        | Are You Experienced                                      |
| 1967  | Foxy Lady / Hey Joe                                                         | 67                        | —                         | —                         | —                         | —                         | —                         | Are You Experienced                                      |
| 1967  | Burning of the Midnight Lamp / The Stars That Play with Laughing Sam's Dice | —                         | —                         | —                         | 18                        | 41                        | —                         | Electric Ladyland (face A) / South Saturn Delta (face B) |
| 1968  | Up from the Skies / One Rainy Wish                                          | 82                        | —                         | —                         | —                         | 28                        | 49                        | Axis: Bold as Love                                       |
| 1968  | All Along the Watchtower / Burning of the Midnight Lamp                     | 20                        | 17                        | —                         | 5                         | 82                        | —                         | Electric Ladyland                                        |
| 1968  | Crosstown Traffic / Gypsy Eyes                                              | 52                        | —                         | —                         | 37                        | 9                         | —                         | Electric Ladyland                                        |
| 1969  | Fire / Burning of the Midnight Lamp                                         | —                         | —                         | —                         | —                         | 8                         | —                         | Are You Experienced                                      |
| 1969  | Stone Free / If 6 Was 9                                                     | 130                       | —                         | —                         | —                         | —                         | —                         | Are You Experienced                                      |
| 1970  | Stepping Stone / Izabella                                                   | —                         | —                         | —                         | —                         | —                         | —                         | First Rays of the New Rising Sun                         |